# 比亞河 (加納)
比亞河（Bia）是西非的河流，發源自加納西部地區的蘇尼亞尼西南約45公里，流經科特迪瓦，最終注入大西洋，河道全長300公里，集水區面積9,500平方公里，在20世紀60年代初有32種魚類的記錄。
6°05′48″N 3°05′42″W / 6.09667°N 3.09500°W